# メガネのプリンス
メガネのプリンスは、北海道札幌市厚別区に本社を置く株式会社ムラタが運営するメガネや補聴器などを販売するチェーンストア。北海道を専門に基盤展開し、2018年時点で札幌市内を中心に58店舗を展開。近年、海外にもベトナム・マレーシアに積極的に店舗展開を行っている。

## 沿革
- 1963年10月1日 - 創業。
- 1966年 - 店舗を移動し、2号店誕生。
- 1976年 - 株式会社ムラタ設立、屋号を「メガネのプリンス」とする。
- 1977年6月 - メガネのプリンス1号店誕生（新札幌サンピアザ本店）。同時期に「メガネをかけた人の似顔絵コンテスト」スタート。
- 1983年 - 札幌市厚別区に本社新社屋完成。
- 1990年 - 業界初「ファションフロントコンサルタント（FFC）」導入。
- 2000年 - ボランティア活動、福祉施設訪問を開始。
- 2011年 - 自社ブランドの軽量型製品「クリオネ」発売。
- 2013年 - 創業50周年、創業者村田晃啓が社長を退任して会長に就任、内間木義勝が社長に就任する。
- 2015年 - ベトナムに海外初出店。その後もベトナム・マレーシアに出店を続けている。

## CMキャラクター
- 日高晤郎（1985年-2000年代）
- 大泉洋（1999年-2000年代）
- 西島隆弘（AAA 2014年）
- 瀬川あやか（2018年）

## リンク
- メガネのプリンス<メガプリ>
- megapri （メガプリ） オンラインストア